# Федералсберг (Мериленд)
Федералсберг (енгл. Federalsburg) град је у америчкој савезној држави Мериленд.

## Демографија
По попису из 2010. године број становника је 2.739, што је 119 (4,5%) становника више него 2000. године.
| Група             | 2000.         | 2010.         |
| Белци             | 1.536 (58,6%) | 1.432 (52,3%) |
| Афроамериканци    | 965 (36,8%)   | 1.122 (41,0%) |
| Азијати           | 17 (0,6%)     | 23 (0,8%)     |
| Хиспаноамериканци | 29 (1,1%)     | 99 (3,6%)     |
| Укупно            | 2.620         | 2.739         |